# Griff (Stoffe)
Griff ist die durch die Reaktion auf den Tastsinn eingeschätzte Qualität eines Stoffes. Er ist der Ausdruck für die Weichheit und Rauigkeit von  Faserstoffen und textilen Flächengebilden.
Der Griff von Faserstoffen hängt von den fasergeometrischen Eigenschaften sowie dem Reibungsverhalten, der Biegesteifheit, der Bauschelastizität, der Wärmeleitfähigkeit, den Begleitsubstanzen unter anderem der Fasern ab. Die komplexe Eigenschaft Griff kann nicht direkt physikalisch gemessen werden. In der Praxis erfolgt eine Entnahme von Faserproben aus Faserballen durch entsprechende Experten, die den Griff dann mit kernig, matschig, knirschend, seifig, warm und anderem charakterisieren und entsprechende Maßnahmen für die Verarbeitung ableiten.
Der Griff von textilen Flächengebilden ist abhängig von der Faserart, Garnstruktur, Bindung, Einstellung, Gewebegefüge, Ausrüstung, Ausmaß und Art der Texturierung, Weichheit und Elastizität. Der Griff  steht in Zusammenhang mit dem textilen Fall und dem Drapierverhalten dieser Flächengebilde, welches nicht nur in der Konfektion, sondern auch bei der faltenfreien dreidimensionalen Formgebung von Faserverbundwerkstoffen zu berücksichtigen ist. Es kann eine subjektive Beurteilung des Griffs  anhand einer Griffnote oder auch nur durch Eigenschaftswörter wie hart, weich, trocken, voluminös, kalt, warm, lappig, sandig, körnig usw. erfolgen.
Für eine objektive Griffmessung wurde Ende der 1980er Jahre unter Leitung von Professor Kawabata an der Kyoto-Universität ein Griffmesssystem  KES-F (Kawabata Evaluation System) bestehend aus vier Geräten entwickelt, mit denen die Verformungsarten Biegung, Scherverformung, Zugdehnung und Kompression gemessen werden sowie eine Abtastung der Oberfläche hinsichtlich Reibung und Oberflächenprofil erfolgt.